# Трейсі Ештон
Трейсі Ештон (англ. Tracy Ashton) — американська акторка. Отримала ступінь в університеті Південного Іллінойсу. У неї є син.

## Фільмографія
- The Delphi Bureau — дівчинка з памфлетом
- Застряг у тобі — агент
- Мене звати Ерл — Діді
- Внутрішня імперія (фільм) — сестра Мерін
- Raising Hope (3 сезон) — Джина
- Book Group — Рут

## Цікаві факти
- Ліва нога акторки була ампутована вище коліна[1].

## посилання
- Трейсі Ештон на сайті IMDb (англ.)